# Malamocco
Malamocco ist ein kleiner Ort auf dem Lido, der die Lagune von Venedig vom adriatischen Meer abtrennt. Er liegt nahe beim porto di Malamocco, einem der drei porti, durch die die Gezeitenbewegung in der Lagune gesichert und die Verlandung der Lagune verhindert wird. 
Der Ort hat 975 Einwohner (Stand 31. Dezember 2024) und bildet einen Stadtteil von Venedig, der zum Stadtbezirk Lido-Pellestrina gehört.
Ähnlich wie Venedig wird das Stadtbild des kleinen Ortes, dessen Bewohner vor allem vom Fremdenverkehr leben, von Kanälen geprägt.

## Geschichte

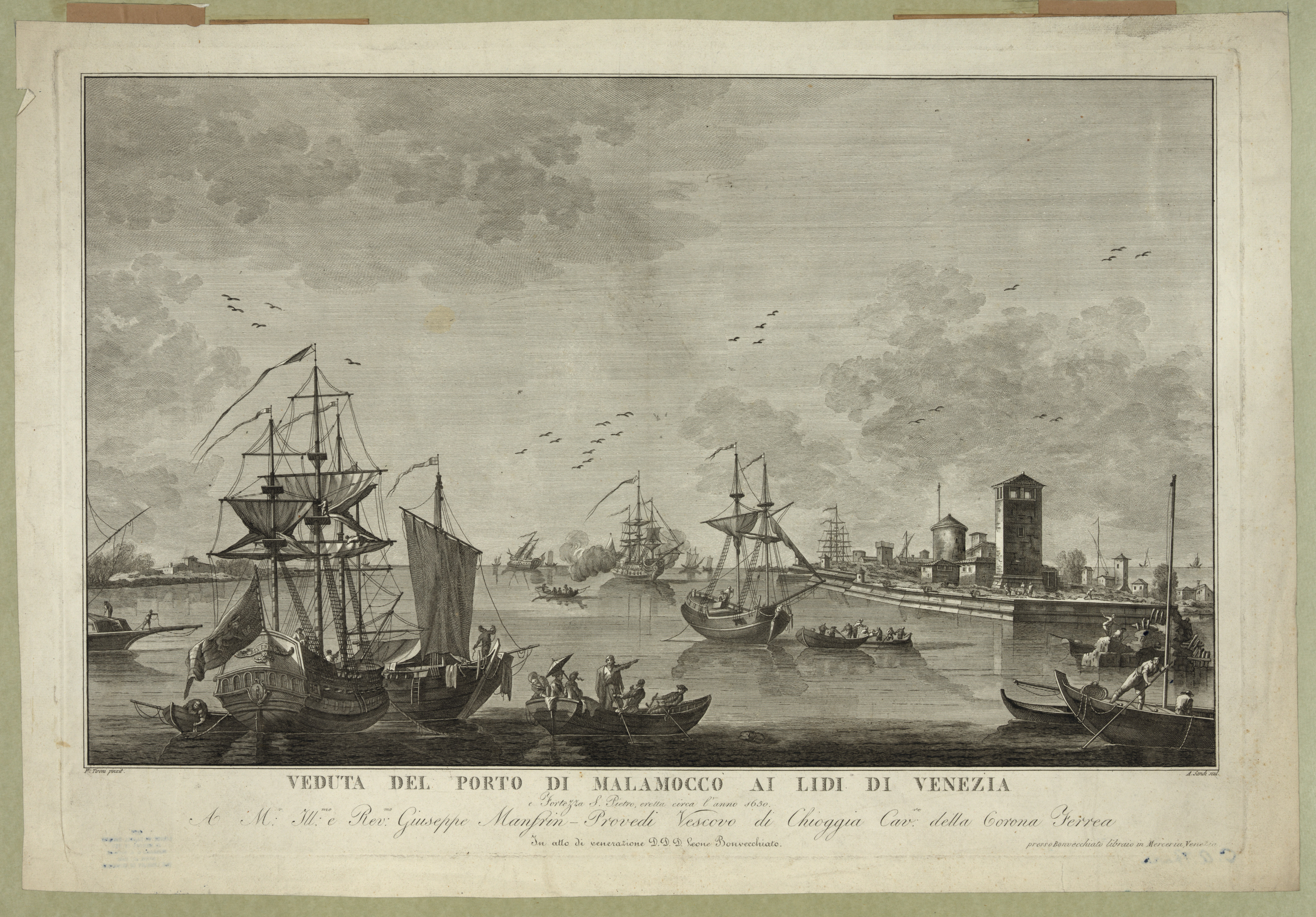
Ansicht des Hafens, 1819 oder wenig später

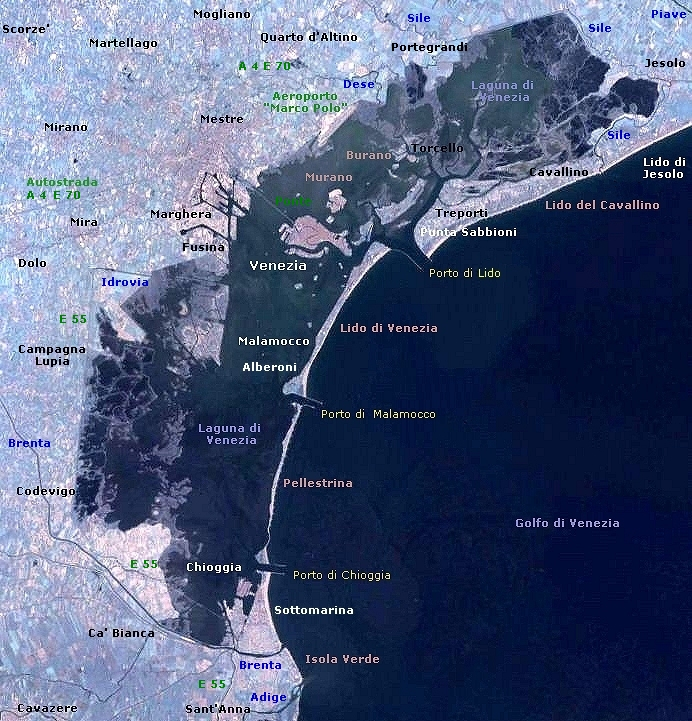
Lagune von Venedig mit dem Lido und dem Porto di Malamocco

Metamaucum war neben Torcello, Caorle, Jesolo, Heracleia und Murano eine der Inselkommunen des frühen Venetiens. Kirchliches Oberhaupt dieser Kommunen war der Patriarch von Grado, politisch unterstanden diese Gemeinden dem oströmischen Kaiserreich.
Die ersten Dogen Venedigs waren zunächst in Heraclia ansässig, bevor der Dogensitz Mitte des 8. Jahrhunderts nach Metamaucum verlegt wurde – der Tradition zufolge im Jahr 742 unter dem Dogen Deusdedit, der kurzzeitig als magister militum und von etwa 742 bis 755 als Doge seine Residenz in Malamocco nahm. Er wurde durch Galla (Johannes Diaconus, Istoria Veneticorum, I, 17) gestürzt. Nach dessen Sturz kaum ein Jahr später folgte ihm Domenico Monegario, dem zwei Tribunen zur Seite gestellt wurden, um seine Regierungstätigkeit zu kontrollieren. Sein Nachfolger Mauritius, dem sein Sohn Johannes folgte, versuchte eine Dynastiegründung.
Die Auseinandersetzungen zwischen dem Frankenreich und Byzanz brachten entsprechende Fraktionen in Metamaucum hervor, Kämpfe, aus denen zunächst Obelerio Antenoreo 804 als profränkischer Sieger hervorging. Dieser wurde jedoch 810 gestürzt, wobei er bezeichnenderweise um 829 versuchte, mit Hilfe seiner Anhänger in Metamaucum noch einmal den inzwischen in Rialto residierenden Dogen zu stürzen. Diesen Umzug hatte entweder sein Bruder und Mitdoge Beatus oder der Doge Agnello Particiaco zu Anfang seiner Regierungszeit um 810 durchgesetzt. Metamaucum blieb zwar weiterhin Hafen und Handelsplatz, hatte aber keine politische Bedeutung mehr. Das galt insbesondere nach dem Versuch des Obelerius, die Macht noch einmal zurückzugewinnen. 1106/07 wurde der Ort durch ein Beben und eine verheerende Sturmflut vollständig vernichtet. Ein früher hier bestehendes Bistum ging unter und wurde 2018 als Titularbistum Methamaucum wiedererrichtet.
Das in der Folge neu gegründete Malamocco entstand weiter westlich neu. Diese 1159 in den Quellen als Malamocco nuova genannte Siedlung wurde während des Chioggia-Krieges am Ende des 14. Jahrhunderts von den in die Lagune eingedrungen Genuesen zerstört.
1883 wurde die Gemeinde Malamocco aufgelöst und nach Venedig eingemeindet. Um 1900 hatte Malamocco rund 3000 Einwohner; die Insel war für ihre poponi genannten Zuckermelonen bekannt.
In jüngster Zeit wurde Malamocco den Bedürfnissen des wachsenden Tourismus angepasst. So wurde das ganze Gebiet zu einer Fußgängerzone, ein neuer Hafen wurde im Zentrum angelegt, welcher durch einen Kanal zugänglich ist, der Malamocco von der Insel Lido abtrennt (das Gebiet wird über Brücken erschlossen).
Das MO.S.E-Projekt ist ein Projekt zum technischen Hochwasserschutz der Lagune von Venedig. Frühe Prototypen baulicher Anlagen wurden in Malamocco erprobt. So ist dieses schon seit den späten 1990er Jahren vor Hochwassern geschützt, indem hydraulische Stahlplanken den Zugang zu den Kanälen Malamoccos blockieren, wenn Hochwasser angekündigt wird. Eine um ein Vielfaches größere, und in der Arbeitsweise unterschiedliche Version, wurde unter anderem in der Porta di Malamocco, der vielgenutzten Hafeneinfahrt südlich des Lidos, errichtet, um ganz Venedig vor Hochwassern zu schützen und die Lagune bei Bedarf vor neuem Wasserzufluss zu isolieren.